# Artémidore l'Aristophanien
Pour les articles homonymes, voir Artémidore.
Artémidore l'Aristophanien (en grec ancien Ἀρτεμίδωρος / Artemídôros) est un grammairien grec du IIe siècle av. J.-C., disciple d'Aristophane de Byzance.

## Notice biographique
Très peu de choses sont connues de cet auteur, cité par Athénée, qui lui attribue Γλωσσαι ὀψαρτυτικαί / Glôssai opsartutikaí, dictionnaire culinaire, intitulé Termes culinaires plus loin dans l’ouvrage,,. Il aurait également établi une édition des œuvres bucoliques de Théocrite.